# Стеноз сонных артерий
Стеноз сонных артерий — закупорка сонной артерии тромбом или атеросклеротической бляшкой, основная причина ишемического инсульта.

## Выявление
Стеноз сонной артерии, как правило, выявляется путём прослушивания стетоскопом на наличие аускультативного шума над сонной артерией. Бывают случаи, когда перед выявлением этого заболевания у пациента не наблюдались жалобы на изменение состояния здоровья. В этих случаях его называют бессимптомным.

## Симптомы
Общая сонная артерия — это крупная артерия, пульс которой прощупывается с обеих сторон шеи под челюстью. С правой стороны она начинается от плечеголовного ствола (ветви аорты), а с левой стороны артерия отходит непосредственно от дуги аорты. На уровне горла она делится на внутреннюю и наружную сонную артерию . Внутренняя сонная артерия снабжает кровью головной мозг, а наружная сонная артерия обеспечивает кровью лицевую часть головы. Это разветвление является распространенным местом развития атеросклероза, воспалительного формирования атероматозных бляшек внутри общей сонной артерии или внутренних сонных артерий, что вызывает их сужение.
Бляшка может быть как стабильной и бессимптомной, a может быть источником эмболизации. Эмболы отрываются от бляшки и по кровотоку попадают в кровеносные сосуды головного мозга. По мере того, как сосуды становятся меньше, эмболы могут застрять в стенке сосуда и ограничить приток крови к частям мозга. Ишемия, возникающая при этом, может быть либо временной, приводящей к транзиторной ишемической атаке, либо постоянной, приводящей к тромбоэмболическому инсульту.
Транзиторные ишемические атаки являются предупреждающим сигналом и могут сопровождаться тяжелыми постоянными инсультами, особенно в течение первых двух дней. Такие атаки длятся менее 24 часов и часто проявляются в виде слабости или потери чувствительности конечности или туловища на одной стороне тела или потери зрения (амавроз фугакс) на один глаз. Менее распространенными симптомами являются шумы в артериях или звон в ушах.
У лиц с бессимптомным протеканием стеноза сонной артерии риск развития инсульта выше, чем у лиц без стеноза. Риск инсульта, возможно, связан со степенью стеноза, обнаруживаемого при визуализации. В ряде исследований было обнаружено возрастание риска с увеличением степени стеноза в то время как в других исследованиях такой взаимосвязи обнаружить не удалось.

## Диагностика
Для определения степени стеноза сонной артерии сегодня применяются три способа, которые также играют важную роль для назначения последующей терапии — это ультразвуковое исследование, магнитно-резонансная ангиография и ангиография.
Ультразвуковое исследование и магнитно-резонансная ангиография не всегда позволяют поставить точный диагноз, поэтому более частым способом диагностики стеноза сонной артерии является КТ-ангиография сосудов шеи.
При этом методе исследования производится установка катетера в бедренную вену и последующее введение контрастного вещества, что позволяет получить чёткое изображение сонной артерии при исследовании рентгеном. Единственным противопоказанием к данному исследованию может служить аллергия на йодосодержащие препараты.
Ещё несколько лет назад операционные вмешательства на поражённые сосуды не давали стопроцентной гарантии на выздоровление. Они приносили лишь временное облегчение, но риск возникновения инсульта всё также оставался велик.
Но сегодня всё изменилось. Самой передовой технологией лечения стеноза сонных артерий в настоящее время является стентирование.

## Стентирование
Стентирование — это процесс установки в суженную часть артерии стента, который имеет форму металлической трубочки, состоящей из ячеек. Внутри сосуда стент раскрывается, раздвигая суженные артерии и постоянно поддерживая их в таком состоянии. Благодаря стентированию восстанавливается внутренний просвет артерии и кровоснабжение головного мозга.
Продолжительность госпитализации в большей степени зависит от быстроты заживления места прокола артерии. В большинстве случаев пациент выписывается уже на следующий день. Однако после возвращения домой необходимо строго следовать рекомендациям врача, а также регулярно принимать назначенные лекарства. Именно от сознательности пациента зависит положительный результат от операции. Кроме того, следует регулярно посещать невропатолога, а при возникновении новых симптомов незамедлительно обратиться к врачу.
Только при сотрудничестве врача и пациента можно прийти к исключению риска возникновения инсульта у последнего.